# Alföldy Béla
Alföldy Béla (Temesvár, 1879. május 15. – Kanada, 1950 körül) magyar tisztiorvos, egészségügyi főtanácsos, országgyűlési képviselő.

## Élete
Régi bácskai nemesi családban született, római katolikus vallásban; bajai, illetve nemesmiliticsi származású felmenői 1666-tól viseltek nemesi címet. Iskoláit szülővárosában, illetve Budapesten végezte, majd a budapesti orvostudományi egyetemen diplomázott. Oklevelének megszerzését követően tizenhét évig volt Bács megyében tisztiorvos, majd főorvos; ez idő alatt bekerült a megye törvényhatósági bizottságába is. Miután azonban 1920-ban Bácska jelentős része délszláv fennhatóság alá került, a szerbek hazafias magatartása miatt kiutasították az országból, ami jelentős anyagi károsodást is okozott a számára.
1922-ben került be először a magyar parlamentbe, az Egységes Párt jelöltjeként, a bácsalmási választókerületből. A törvényhozásban az elsők között vetett fel közegészségügyi, gyermekvédelmi és szociális problémákat; az első állandó parlamenti közegészségügyi bizottság is az ő indítványára alakult meg. Munkásságának elismeréséül 1924-ben egészségügyi főtanácsosi címet kapott, 1925-ben pedig az Országos Takarékossági Bizottság tagjává választották.
A következő választási ciklusban is a bácsalmási kerületet képviselte, de miután 1928-ban a kormányzó az Országos Társadalombiztosító Intézet alelnökévé nevezte ki, összeférhetetlenség miatt lemondott mandátumáról. Új minőségében is állandóan közegészségügyi és szociális kérdésekkel foglalkozott, emellett élénk volt a publikációs tevékenysége is. Társadalompolitikai, tudományos és általános politikai témákban is publikált, napilapokban és szaklapokban egyaránt.
1935-ben újból jelöltséget vállalt, ezúttal is a bácsalmási kerületben, a Nemzeti Egység Pártja programjával, 1939-ben pedig a bajai járás jelöltjeként jutott mandátumhoz, a Magyar Élet Pártja színeiben. Ebben az időszakban is leginkább közegészségügyi, gyermekvédelmi és szociális problémákkal foglalkozott, amellett, hogy lelkes harcosa maradt a keresztény nemzeti gondolatnak és a jobboldali világnézetnek.
Társadalmi szerepvállalásai közül kiemelkedik a Magyar Országos Véderő Egyesületnél (MOVE) vállalt országos alelnöki tisztsége; ugyanezen egyesület Bács megyei helyi szervezetei közül többnél töltött be elnöki vagy díszelnöki tisztséget. Választókerületének több községe – így Bácsbokod, Kunbaja, Madaras és Tataháza – díszpolgárává választotta, némely településen falurészt vagy utcát is elneveztek róla.